# Neurohormone
Une neurohormone est un messager chimique produit par un neurone et qui agit comme une hormone.
Elle est créée et libérée exactement comme un neurotransmetteur, mais là où le neurotransmetteur agit sur un neurone à une distance très réduite (la synapse), la neurohormone agit à distance, comme une hormone, sur l'ensemble des cellules pouvant être affectées.
Elle est synthétisée par les ribosomes de protomères. Sa maturation est effectuée au cours de la migration dans les axones.
Elle est stockée dans les granules de sécrétion.
| Nom                                     | Cible                       | Action hormonale                                                       | Effets physiologique |
| --------------------------------------- | --------------------------- | ---------------------------------------------------------------------- | --- |
| GnRH (gonadolibérine)                   | Adénohypophyse              | Libération des Gonadotrophines (FSH et LH)                             | Taux d'hormone sexuelle, gamétogénèse... |
| CRH (Corticotropin Releasing Hormone)   | Adénohypophyse              | Libération d'hormone corticotrope (ACTH)                               | Effets des glucocorticoïdes et des androgènes... |
| TRH (TSH Releasing Hormone)             | Adénohypophyse              | Libération de TSH                                                      | Agit sur la libération des hormones thyroïdiennes (T3 et T4)                                                                                         |
| GHRH (Growth Hormone Releasing Hormone) | Adénohypophyse              | Libération d'hormone de croissance (GH)                                | Croissance, anabolisme protéique, catabolisme lipidique, hormone hyperglycémiante                                                                    |
| Dopamine                                | Adénohypophyse              | Inhibe la prolactine...                                                | Stimulation de la circulation sanguine, effet de récompense (ex : nicotine et cocaïne agissent par la dopamine)...                                   |
| Orexine                                 |                             |                                                                        | Appetit, éveil... |
| Vasopressine                            | Canaux collecteurs rénaux   | Augmentation de l'expression des aquaporines à la surface des cellules | Augmentation de la réabsorption de l'eau dans les reins, augmentation de la volémie et de la pression sanguine...                                    |
| Ocytocine                               | Cellules musculaires lisses | Augmentation de la contraction des cellules musculaires lisses         | Éjection du lait de la glande mammaire, contractions utérines lors de l'accouchement, amplifie le sentiment de protection entre l'enfant et la mère. |